# عديمات الأرجل
عديمات الأرجل  أو قطعاوات (الاسم العلمي Apoda) هي رتبة من البرمائيات، وهي دودية الشكل، من دون أرجل، جلدها مغطى بحراشف جلدية أو بقايا حراشف، يقتصر وجودها على المناطق الاستوائية.